# Sven Lange (Boxer)
Sven Lange (* 10. Januar 1967 in Bützow; † 2. März 1992 bei Schwerin) war ein deutscher Boxer. Er war Europameister der Amateure 1989 im Halbschwergewicht.

## Leben
Sven Lange begann im Alter von 10 Jahren beim Sportclub Traktor Wendorf mit dem Boxen. Sein erster Trainer war sein Vater Karl-August Lange. Der sehr talentierte Sportler hatte schon im Nachwuchsbereich große Erfolge. So wurde er in den Altersgruppen 13 bis 17 fünfmal DDR-Meister und in den Jahren 1981 und 1983 Spartakiade-Sieger. 1980 kam er deshalb schon zum DDR-Spitzenclub SC Traktor Schwerin, wo er von Otto Ramin trainiert wurde. Im Laufe der Jahre wuchs er zu einem Athleten von 1,92 Metern Größe heran, der meist im Halbschwergewicht, aber auch im Schwergewicht boxte.
Sein erster großer Erfolg im internationalen Boxgeschehen gelang ihm im Jahre 1985, wo er bei der Junioren-Weltmeisterschaft in Bukarest im Mittelgewicht den 3. Platz belegte. Im gleichen Jahr wurde er auch schon DDR-Meister im Schwergewicht, wobei er im Finale Maik Heydeck nach Punkten besiegte.
1986 wurde er mit einem Sieg über den gleichen Boxer wieder DDR-Meister im Schwergewicht. Er belegte in diesem Jahr beim Chemie-Cup in Halle (Saale) im Schwergewicht den 2. Platz. Im Finale unterlag er dabei dem Olympiasieger vorn 1992 und 1996 Félix Savón aus Kuba durch Abbruch in der 3. Runde. Auch beim TSC-Turnier in Berlin belegte er den 2. Platz. Dabei wurde er im Finale von Maik Heydeck durch Abbruch in der 1. Runde bezwungen.
1987 fehlte Sven Lange verletzungsbedingt bei der DDR-Meisterschaft, wurde aber 1988 DDR-Meister im Halbschwergewicht. Bei den Olympischen Spielen 1988 in Seoul erhielten aber im Halbschwergewicht René Suetovius und im Schwergewicht Maik Heydeck den Vorzug vor ihm. 1989 wurde Sven Lange wieder DDR-Meister im Halbschwergewicht und besiegte dabei im Halbfinale den späteren Olympiasieger Torsten May nach Punkten (18:7). Er wurde dann 1989 endlich auch bei einer internationalen Meisterschaft, der Europameisterschaft in Athen eingesetzt. Er besiegte dort im Halbschwergewicht Markus Keusgen aus der BRD (5:0 Punktrichterstimmen), Sergei Kobonzew, Russland (5:0) und Lajos Erős aus Ungarn (4:1) nach Punkten und wurde damit neuer Europameister.
1990 fanden in der DDR keine Meisterschaften mehr statt. Sven Lange verblieb nach der deutschen Wiedervereinigung in Schwerin und boxte für den neugegründeten Schweriner SC. Am 7. Dezember 1990 besiegte er beim sog. deutschen Vereinigungsländerkampf DABV gegen DBV in Bochum Bert Teuchert aus Freiburg im Schwergewicht nach Punkten. 1991 unterlag Sven Lange bei der ersten deutschen Meisterschaft nach der Wiedervereinigung im Halbschwergewicht gegen Torsten May nach Punkten (0:5 Richterstimmen) und beim Chemie-Pokal 1991 musste er gegen Dariusz Michalczewski eine Niederlage hinnehmen.
Am 2. März 1992 verunglückte Sven Lange bei einem Verkehrsunfall in der Nähe von Schwerin tödlich. Er hinterließ Frau und ein Kind.
Im Gedenken an den Boxer veranstaltet der BC Traktor Schwerin seit 2013 das Sven-Lange-Gedenkturnier.

## Internationale Erfolge
| Jahr | Platz | Wettbewerb                              | Gewichtsklasse | |
| 1985 | 1.    | Intern. Junioren-Turnier in Schwerin    | Mittel         | mit einem Punktsieg im Finale über Usman Awsalijew, UdSSR (4:1)                                                  |
| 1985 | 1.    | Balaton-Cup f. Junioren in Balatonfured | Mittel         | |
| 1985 | 3.    | Junioren-WM in Bukarest                 | Mittel         | mit Punktsieg über Gary Ward, Kanada (3:2) u. Punktniederlage im Halbfinale gegen Dumitru Besliu, Rumänien (1:4) |
| 1986 | 2.    | Chemie-Pokal in Halle (Saale)           | Schwer         | mit einer Abbruch-Niederlage i.d. 3. Runde im Finale gegen Félix Savón, Kuba                                     |
| 1986 | 2.    | TSC-Turnier in Berlin                   | Schwer         | mit einer Abbruch-Niederlage i.d. 1. Runde im Finale gegen Maik Heydeck, DDR                                     |
| 1986 | 2.    | „Feliks-Stamm“-Memorial in Warschau     | Schwer         | mit einem Punktsieg über Ewgeni Sudakow, UdSSR (5:0) u. einer Punktniederlage gegen Wieslaw Dyla, Polen (0:5)    |
| 1987 | 2.    | Chemie-Pokal in Halle (Saale)           | Schwer         | mit einer Abbruch-Niederlage i.d. 2. Runde gegen Félix Savón                                                     |
| 1987 | 1.    | French-Open in St. Nazaire              | Schwer         | mit Punktsiegen über Andrzej Gołota u. Janusz Czerniszewski, bde. Polen                                          |
| 1989 | 1.    | Chemie-Pokal in Halle (Saale)           | Halbschwer     | mit einem Punktsieg im Finale über René Suetovius, DDR                                                           |
| 1989 | 1.    | Trofeo Italia in Venedig                | Schwer         | mit einem Punktsieg im Finale über Nusret Redzepi, Jugoslawien                                                   |
| 1989 | 2.    | TSC-Turnier in Berlin                   | Halbschwer     | nach einer Punktniederlage im Finale gegen Henry Maske, DDR                                                      |
| 1989 | 1.    | EM in Athen                             | Halbschwer     | mit Punktsiegen über Markus Keusgen, BRD (5:0), Sergei Kobozew, UdSSR (5:0) u. Lajos Erős, Ungarn (4:1)          |
| 1990 | 1.    | TSC-Turnier in Berlin                   | Schwer         | mit Punktsieg im Finale über Vasile Adomitroaie, Rumänien                                                        |
| 1990 | 5.    | „Goodwill“-Games in Seattle             | Halbschwer     | nach einer Punktniederlage im Viertelfinale gegen Terry McGroom, USA                                             |
| 1991 | 2.    | TSC-Turnier in Berlin                   | Schwer         | nach einer Punktniederlage im Finale gegen René Monse, Deutschland                                               |
| 1991 | 3.    | Chemie-Pokal in Halle (Saale)           | Halbschwer     | nach Punktniederlage im Halbfinale gegen Dariusz Michalczewski, Deutschland                                      |

## DDR-Meisterschaften
| Jahr | Platz | Gewichtsklasse | Ergebnis                                                                                       |
| 1985 | 1.    | Schwer         | mit Punktsieg im Finale über Maik Heydeck                                                      |
| 1986 | 1.    | Schwer         | mit Punktsieg im Finale über Maik Heydeck                                                      |
| 1988 | 1.    | Halbschwer     | mit Punktsieg im Finale über René Suetovius (3:2)                                              |
| 1989 | 1.    | Halbschwer     | mit Punktsiegen im Halbfinale über Torsten May (18:7) u. im Finale über Mario Nesemann (23:14) |

## Deutsche Meisterschaften
| Jahr | Platz | Gewichtsklasse | Ergebnis                                               |
| 1991 | 2.    | Halbschwer     | nach Punktniederlage im Finale gegen Torsten May (0:5) |

## Länderkämpfe
| Jahr | Ort    | Begegnung      | Gewichtsklasse | Ergebnis                                        |
| 1990 | Bochum | DABV gegen DBV | Halbschwer     | Punktsieg über Bert Teuchert, Freiburg, (24:12) |